# Paseo del Prado
Paseo del Prado er én af de centrale boulevarder i den spanske hovedstad Madrid. Den er 1100 meter lang, og går fra nord til syd mellem Plaza de Cibeles og Plaza del Emperador Carlos V.